# 69869 Haining
69869 Haining este un asteroid din centura principală de asteroizi.

## Descriere
69869 Haining este un asteroid din centura principală de asteroizi. A fost descoperit pe 25 septembrie 1998 la Xinglong în cadrul programului Beijing Schmidt CCD Asteroid Program. Asteroidul prezintă o orbită caracterizată de o semiaxă mare de 3,10 ua, o excentricitate de 0,15 și o înclinație de 12,5° în raport cu ecliptica.